# 사랑한다고 말해줘
《사랑한다고 말해줘》는 2023년 11월 27일부터 2024년 1월 16일까지 방송된 ENA 월화 드라마다.

## 소개
손으로 말하는 청각 장애인 화가 차진우와 마음으로 듣는 배우 정모은의 소리 없는 사랑을 다룬 클래식 멜로

## 제작진

### 제작사
- 스튜디오앤뉴
- 아티스트스튜디오

### 제작
- 김우택
- 정우성

### 극본
- 김민정 : KBS 2TV 《KBS 드라마 스페셜 - Happy! 로즈데이》(집필), KBS 2TV 《KBS 드라마 스페셜 - 나에게로 와서 별이 되었다》(집필), KBS 2TV 월화 드라마 《후아유 - 학교 2015》(공동 집필), KBS 2TV 월화 드라마 《구르미 그린 달빛》(공동 집필), 넷플릭스 《안나라수마나라》(집필) 집필

### 연출
- 김윤진 : SBS 월화 드라마 《그 해 우리는》(연출) 연출

## 출연진

### 주요 인물
- 정우성 : 차진우 역 - 청각장애를 가진 화가, 그림만이 전부였던 세상에 찾아온 '정모은'과의 운명적 만남을 통해 큰 변화를 맞는다.
- 신현빈 : 정모은 역 - 무명배우, 인생 처음으로 가져본 꿈을 이루기 위한 새로운 출발선에서 차진우를 만나 운명적인 사랑에 빠진다.

### 주변 인물
- 이재균 : 윤조한 역
- 박진주 : 오지유 역
- 김지현 : 송서경 역
- 박기덕 : 권도훈 역
- 허준석 : 홍기현 역
- 정새별 : 은소희 역
- 신재휘 : 정모담 역
- 강신일 : 정지평 역
- 김미경 : 나애숙 역
- 배재성 : 강시후 역
- 오소현 : 김기주 역
- 나현진 : 이지민 역
- 한현준 : 안태호 역

### 그 외 인물
- 정민결 : 진아림 역
- 손소망 : 이은수 역
- 김라온 : 민준 역

### 기타 인물
- 이채유 : 홍솔이 역
- 미상 : 스토커 역
- 차미경 : 고우희 역
- 강애심 : 진우가 지내던 보육원의 원장 수녀 역

### 특별 출연
- 최희서 : 여배우 역 (3회)

## 시청률
최저 시청률과 최고 시청률은 시청률 조사회사와 지역별로 시청률에 차이가 있을 수 있습니다.
| 2023년 | 2023년    | 2023년             | 2023년      | 2023년     | 2023년     |
| 회차   | 방송일    | 부제 (서브 타이틀) | TNmS 시청률 | AGB 시청률 | AGB 시청률 |
| 회차   | 방송일    | 부제 (서브 타이틀) | 전국        | 전국       | 수도권     |
| ------ | --------- | ------------------ | ----------- | ---------- | ---------- |
| 제1회  | 11월 27일 | 인사               | 1.515%      | 1.818%     | %          |
| 제2회  | 11월 28일 | 울림               | 1.800%      | 2.031%     | %          |
| 제3회  | 12월 4일  | 눈물               | 1.678%      | 1.721%     | %          |
| 제4회  | 12월 5일  | 공감               | 1.989%      | 2.125%     | %          |
| 제5회  | 12월 11일 | 안부               | 1.902%      | 2.096%     | %          |
| 제6회  | 12월 12일 | 친구               | 1.757%      | 2.102%     | %          |
| 제7회  | 12월 18일 | 시작               | 1.880%      | %          | %          |
| 제8회  | 12월 19일 | 파장               | 1.597%      | %          | %          |
| 제9회  | 12월 25일 | 이유               | 1.904%      | %          | %          |
| 제10회 | 12월 26일 | 용기               | 2.125%      | 2.4%       | %          |
| 2024년 |           |                    |             |            |            |
| 제11회 | 1월 1일   | 욕심               | 1.596%      | 1.763%     | %          |
| 제12회 | 1월 2일   | 비밀               | 1.495%      | 1.615%     | %          |
| 제13회 | 1월 8일   | 고백               | 1.644%      | 2.011%     | %          |
| 제14회 | 1월 9일   | 기억               | 1.532%      | 1.799%     | %          |
| 제15회 | 1월 15일  | 이별               | 1.607%      | 1.884%     | %          |
| 제16회 | 1월 16일  | 동감 (최종회)      | 1.762%      | 2.091%     | %          |